# 커윈 매슈스

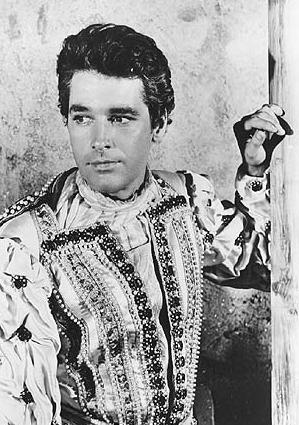

커윈 매슈스(Kerwin Mathews, 1926년 1월 8일 ~ 2007년 7월 5일)는 미국의 텔레비전 배우, 영화배우, 배우, 연극 배우이다.
시애틀에서 태어났으며 샌프란시스코에서 사망하였다. 사인은 심근 경색이다.

## 영화
- 혈의 악몽 (1978년)
- 늑대인간 소년 (1973년)
- 옥타맨 (1971년)
- 바케로 (1970년)
- 아이언 사이드 (1967년)
- OSS 117 (1964년)
- OSS 117 Se Dechaine (1963년)
- 잭 더 자이언트 킬러 (1962년)
- 4시의 악마 (1961년)
- 걸리버 여행기 (1960년)
- 패션 전쟁 (1957년)
- 디즈니랜드 (1954년) - 조한 스트라우스 주니어 역